# El creador literario y el fantaseo
El creador literario y el fantaseo, en alemán «Der Dichter und das Phantasieren», es la transcripción de una conferencia de Sigmund Freud, realizada el 6 de diciembre de 1907. En esta obra, Freud explora la relación entre la poesía, el juego y la fantasía.
La conferencia fue expuesta en un auditorio para noventa personas en los salones del editor y librero vienés Hugo Heller, miembro de la Sociedad Psicoanalítica de Viena. Al día siguiente fue transcripta parcialmente por el periódico Die Zeit y en forma total en 1908 en la revista berlinesa recién fundada Neue Revue.

## Contenido

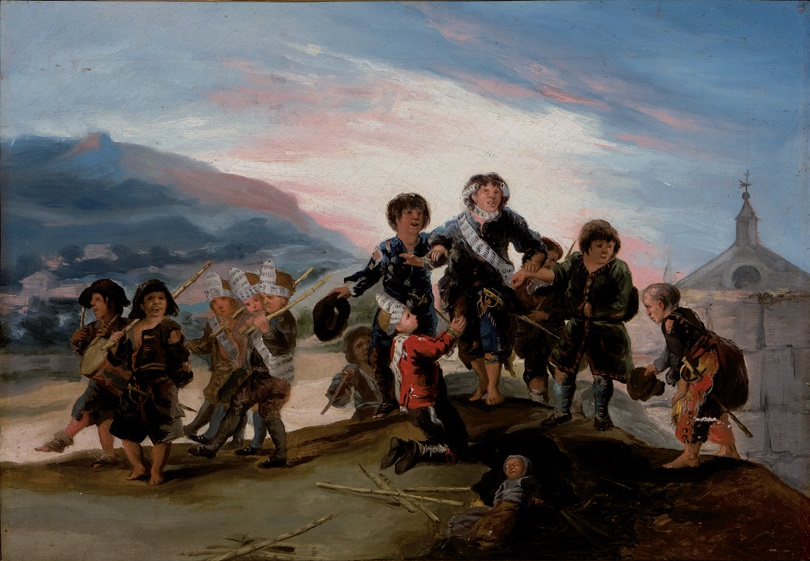
Niños jugando a los soldados, de Goya

En esta obra, Freud plantea varias reflexiones sobre la naturaleza del poeta y su relación con el juego y la fantasía. Sugiere que el juego es la ocupación preferida y más intensa del niño, y que al jugar, el niño se comporta como un poeta al crear un mundo propio o dar un nuevo orden a las cosas. El poeta, al igual que el niño que juega, crea un mundo de fantasía al que toma en serio y separa de la realidad efectiva.
También menciona que el poeta utiliza el lenguaje para crear sus obras, y que el juego y la fantasía son elementos fundamentales en la creación poética. El poeta utiliza estos elementos para provocar emociones en el lector o espectador, convirtiendo incluso situaciones penosas en fuentes de placer.
Además, se establece una conexión entre el juego y la fantasía del niño y el fantasear del adulto. Freud sugiere que el adulto, al dejar de jugar, puede recurrir al fantasear como una forma de construir castillos en el aire y crear sueños diurnos. El fantasear del adulto se relaciona con deseos insatisfechos y puede ser una forma de rectificar la realidad.
En cuanto a la relación entre el juego, la fantasía y el poeta, Freud plantea que el juego del niño es dirigido por el deseo de ser grande y adulto, mientras que el poeta también se basa en deseos insatisfechos para crear sus obras, que pueden ser de naturaleza ambiciosa o erótica.